# Такшина, Юлия Евгеньевна
Ю́лия Евге́ньевна Та́кшина (род. 9 июля 1980, Белгород) — российская актриса театра и кино, танцовщица и фотомодель.

## Биография
Родилась 9 июля 1980 года в Белгороде.
В возрасте семи лет заявила, что хочет поступить в коллектив московского театра «Современник», где был танцором её старший брат Владимир.
После окончания средней школы в 1997 году поступила на факультет журналистики Московского государственного университета, но проучившись там полтора года, бросила вуз из-за занятости в танцевальной группе Олега Газманова. Около года проработала моделью у Сергея Зверева, была стриптизершей и танцовщицей клуба «Diamond Girls».
В 2002 году поступила на актёрский факультет Высшего театрального училища имени Б. В. Щукина в Москве (художественный руководитель курса — Владимир Петрович Поглазов), которое окончила в 2006 году уже как Театральный институт имени Б. В. Щукина.
В начале 2000-х годов приняла участие в съёмках нескольких музыкальных видеоклипов. В частности, в 2000 году снялась в клипе Дмитрия Маликова на песню «Бисер», а в 2003 году — в клипе поп-группы «Стрелки» на песню «Ветерок».
В 2005 году дебютировала в кино, снявшись в роли Вики Клочковой в телесериале «Не родись красивой». Эта роль принесла начинающей актрисе известность, благодаря чему она получила приглашение на съёмки в новых сериалах и фильмах.
В 2012 году снялась в нескольких эпизодах комедийного телесериала «Кухня».
В 2014 году сыграла главную роль в сериале «Давай поцелуемся» украинского телеканала «1+1».

### Личная жизнь
В подростковые годы перенесла дистрофию второй степени.
Состояла в гражданском браке с актёром Григорием Антипенко (род. 10 октября 1974, Москва), с которым познакомилась на съёмках сериала «Не родись красивой» (2005). Впоследствии у них родились двое сыновей: Иван (род. 27 июня 2007 года) и Фёдор (род. 3 июля 2009 года). В июне 2012 года, после шести лет совместной жизни, пара распалась.

## Творчество

### Театральные работы

#### Дипломные спектакли вТеатральном институте имени Б. В. Щукина
- 2006 — «Эшелон» по одноимённой пьесе Михаила Рощина (режиссёры-педагоги — Владимир Поглазов, Нина Дорошина)
- 2006 — «Ночь перед Рождеством» по одноимённой повести Н. В. Гоголя (режиссёр-педагог — Михаил Цитриняк, режиссёр-ассистент — Н. Прозоровский)
- 2006 — «Надрывы» по произведению Ф. М. Достоевского (режиссёр-педагог — Юрий Авшаров)
- 2006 — «С любимыми не расставайтесь» по одноимённой пьесе Александра Володина (режиссёр-педагог — Михаил Малиновский)
- 2006 — «Кводжинские перепалки» Карло Гольдони (режиссёр-педагог — В. Байчер, педагог-ассистент — В. Мошаров)
- 2006 — «Записки сумасшедшего» по одноимённой повести Н. В. Гоголя (авторы спектакля — Ю. Быстрова, А. Левицкий; режиссёр-педагог — Н. И. Калинина)
- 2006 — «Коллекционер» по одноимённой роману Джона Роберта Фаулза (самостоятельная работа студентов; режиссёр-консультант — Владимир Поглазов)
- 2006 — «Любовь» М. Шизгел (самостоятельная работа студентов; режиссёр-консультант — А. А. Щукин)

## Фильмография
| Год       |   | Название                            | Роль |
| --------- | - | ----------------------------------- | --- |
| 2005—2006 | с | Не родись красивой                  | Виктория Аркадьевна Клочкова, второй секретарь Андрея Жданова, лучшая подруга Киры Воропаевой             |
| 2006      | ф | А Вы ему кто?                       | Екатерина, подруга Жени                                                                                   |
| 2007      | с | Бывшая (Украина)                    | Жюли, француженка                                                                                         |
| 2007      | ф | В ожидании чуда                     | пассажирка в самолёте                                                                                     |
| 2008      | с | Человек без пистолета               | Инга Перес                                                                                                |
| 2008      | ф | Гений пустого места (Украина)       | Галина |
| 2008      | ф | Пари на любовь                      | Катя Ломоносова                                                                                           |
| 2008      | ф | Роман выходного дня (Украина)       | Жанна Изольдовна, жена Эдуарда                                                                            |
| 2009      | ф | Окна (Украина)                      | Анфиса |
| 2010      | ф | Неадекватные люди                   | Марина Васильевна, главный редактор московского женского модного журнала, начальник Виталия Мухаметзянова |
| 2010      | с | Партизаны                           | Стелла Юрьевна                                                                                            |
| 2011      | с | Группа счастья                      | секретарша в издательстве                                                                                 |
| 2011      | с | Девичья охота                       | Марина, танцовщица и журналистка                                                                          |
| 2011      | с | Русская наследница                  | Виктория, психолог                                                                                        |
| 2012      | ф | Коммунальный детектив               | Евгения, подруга Игоря                                                                                    |
| 2012—2016 | с | Кухня                               | Татьяна Сергеевна Гончарова, бывшая жена Виктора Петровича Баринова, мать Алисы, родная сестра Вики       |
| 2013      | ф | Алмаз в шоколаде                    | Люся, администратор Дмитрия                                                                               |
| 2013      | ф | Василиса                            | Имя персонажа не указано                                                                                  |
| 2013      | с | Гюльчатай. Ради любви               | Ирина Александровна Кораблёва, бригадир отряда спасателей МЧС                                             |
| 2013      | ф | Одинокие сердца                     | Зинаида, продавец на рынке                                                                                |
| 2013      | с | Следователь Протасов                | Анастасия Фёдорова                                                                                        |
| 2013      | с | Станица                             | Людмила, жена Сергея                                                                                      |
| 2014      | ф | Всё сначала                         | Элла, любовница Геннадия                                                                                  |
| 2014      | с | Давай поцелуемся (Украина)          | Татьяна Самойлова                                                                                         |
| 2014      | с | Деревенский роман                   | Жанна, бывшая жена Арсения                                                                                |
| 2014      | с | Тайный город                        | Кара |
| 2014      | с | Человек без прошлого                | Дарья, любовница Тарасова, референт                                                                       |
| 2015      | ф | 12 месяцев. Новая сказка            | Мартина, главная ключница                                                                                 |
| 2015      | с | Верю не верю                        | Бэлла, экстрасенс / Наталья Эдуардовна Колесникова, подельница бандита по прозвищу «Сурок»                |
| 2015      | ф | Марафон для трёх граций             | Жанна Эдуардовна Ташьян, нотариус, подруга Ирины Снегирёвой и Екатерины Дроновой                          |
| 2015      | ф | Погоня за тремя зайцами             | Жанна Эдуардовна Ташьян, нотариус, подруга Ирины Снегирёвой и Екатерины Дроновой                          |
| 2015      | ф | Свадебная открытка                  | Марина |
| 2015      | ф | Убийство на троих                   | Жанна Эдуардовна Ташьян, нотариус, подруга Ирины Снегирёвой и Екатерины Дроновой                          |
| 2016      | ф | Бэби-бум (Украина)                  | Галина, жена Николая                                                                                      |
| 2016      | с | Господа полицейские                 | Подгорная                                                                                                 |
| 2016      | ф | Держи удар, детка!                  | Екатерина Викторовна, главный редактор на новостном телеканале, руководитель практики                     |
| 2016      | с | Запретная любовь (Украина)          | Кристина                                                                                                  |
| 2016      | с | Куба                                | Ирина Васильевна Врагова                                                                                  |
| 2016      | ф | Перекрёстки (Украина)               | Карина |
| 2016      | с | Семейные обстоятельства             | Юлия Антонова, адвокат, подруга Ларисы                                                                    |
| 2016      | ф | Три лани на алмазной тропе          | Жанна Эдуардовна Ташьян, нотариус, подруга Ирины Снегирёвой и Екатерины Дроновой                          |
| 2017      | ф | Добежать до себя                    | Людмила, подруга Анны                                                                                     |
| 2017      | ф | Мышеловка на три персоны            | Жанна Эдуардовна Ташьян, нотариус, подруга Ирины Снегирёвой и Екатерины Дроновой                          |
| 2017      | с | Папа Дэн (Украина)                  | Наталья, мать Дэна                                                                                        |
| 2017      | с | Перепутанные                        | Виолетта                                                                                                  |
| 2017      | с | Тот, кто читает мысли               | Алла, бухгалтер строительной фирмы Виктора Михеева                                                        |
| 2017      | ф | Трое в лифте, не считая собаки      | Жанна Эдуардовна Ташьян, нотариус, подруга Ирины Снегирёвой и Екатерины Дроновой                          |
| 2017      | ф | Яблочко от яблоньки                 | Нина |
| 2018      | ф | Красота требует жертв               | Ирина Лерман, журналист, подруга Леры Клёновой и любовница её мужа Игоря Кувшинова                        |
| 2018      | с | От ненависти до любви               | Кира Высоцкая, подруга Леонида                                                                            |
| 2018      | ф | Судьба обмену не подлежит (Украина) | Лана |
| 2019      | с | Город влюблённых (Украина)          | Инга |
| 2019      | с | Три истории любви                   | Вера |
| 2020      | с | Анатомия убийства 3                 | Елизавета Долгорукова, актриса                                                                            |
| 2020      | с | Анна-детективъ 2                    | Полина (Пелагея) Аникеева, хозяйка книжного магазина                                                      |
| 2020—2025 | с | Балабол 4, 6-9                      | Мириам Шапиро, офицер израильской полиции                                                                 |
| 2021      | с | Везёт                               | подруга Виталия                                                                                           |
| 2021      | с | Экипаж 314                          | Рассказова                                                                                                |
| 2021      | с | Ищейка 6                            | Ирина Громова                                                                                             |
| 2021      | ф | Как выйти замуж за сантехника       | Железнова                                                                                                 |
| 2021      | ф | Мой любимый друг (Украина)          | Ирина Васильева, жена Алексея                                                                             |
| 2021      | ф |                                     | Сикера |
| 2021      | с | Спасти Веру (Украина)               | Эльза |
| 2021      | ф |                                     | Старая развалина                                                                                          |
| 2021—2022 | с | Триггер 2                           | жена Юрия                                                                                                 |
| 2022—2025 | с | Акушер                              | Старцева                                                                                                  |
| 2022      | с | Алла-такси                          | Снежана                                                                                                   |
| 2022—2023 | с | Мелодия для двоих                   | Тамара |
| 2023      | ф | По воле случая                      | Тамара |
| 2024      | ф | Баба Яга спасает Новый год          | Снежная Королева                                                                                          |
| 2024      | ф | Пока брак не разлучит нас           | Лиза |
| 2025      | ф | Артек. Сквозь столетия              | маменька (1812 г.)                                                                                        |

## Участие в телепроектах
- 29 августа 2009 год приняла участие в программе «Ты и я» вместе с Григорием Антипенко.
- Сто к одному 2 раза приняла участие:
  - 1-й раз 1 апреля 2012 год - команда «Стиляги по жизни»: Андрей Фомин, Алла Довлатова, Ксения Бородина и Тутта Ларсен
  - 2-й раз 15 февраля 2015 год - команда «12 месяцев»: Денис Ясик, Иван Кокорин, Родион Галюченко и Дмитрий Гогу
- 31 января 2019 год — Гость программы «Мой герой»
- 26 марта 2019 год — Гость программы «Судьба человека с Борисом Корчевниковым».
- 9 июля 2019 год — Гость программы «Судьба человека с Борисом Корчевниковым».